# Pferdebahn Mürren
| Pferdebahn Mürren um 1900 |                     |                               |                               |
| Streckenlänge: | 0,455 km            |                               |                               |
| Spurweite: | 500 mm (Schmalspur) |                               |                               |
| Maximale Neigung: | 12 ‰                |                               |                               |
| Minimaler Radius: | 15 m                |                               |                               |
| |                     |                               |                               |
| \| \| \| Bergbahn Lauterbrunnen–Mürren \| \| \| \| \| Bahnhof Mürren \| \| \| \| 0,000 \| Mürren BLM \| 1638 m ü. M. \| \| \| 0,455 \| Grandhotel und Kurhaus \| 1641 m ü. M. \| |                     |                               |                               |
| Strecke |                     | Bergbahn Lauterbrunnen–Mürren | Bergbahn Lauterbrunnen–Mürren |
| Kopfbahnhof Streckenende |                     | Bahnhof Mürren                | Bahnhof Mürren                |
| U-Bahn-Haltepunkt / Haltestelle Streckenanfang (Strecke außer Betrieb) | 0,000               | Mürren BLM                    | 1638 m ü. M.                  |
| U-Bahn-Haltepunkt / Haltestelle Streckenende (Strecke außer Betrieb) | 0,455               | Grandhotel und Kurhaus        | 1641 m ü. M.                  |

Die Pferdebahn Mürren, auch als Rösslitram Mürren oder Rollbahn Mürren (RM) bezeichnet, war eine Pferdebahn in Mürren im Schweizer Kanton Bern. Sie war von 1894 bis 1937 in Betrieb, ab 1930 lediglich noch im Güterverkehr. Im autofreien, nur über die Bergbahn Lauterbrunnen–Mürren (BLM) erreichbaren Kurort Mürren im Berner Oberland diente sie der Beförderung von Kurgästen und Urlaubern sowie dem Transport von Waren zum Hotel „Grandhotel und Kurhaus“.

## Geschichte
Nachdem Mürren über die 1891 in Betrieb genommene Bergbahn über Grütschalp nach Lauterbrunnen an das Eisenbahnnetz angeschlossen worden war, nahm der Tourismus, der in dem hoch über dem Lauterbrunnental liegenden Dorf bereits in den 1850er Jahren begonnen hatte, nochmals einen erheblichen Aufschwung. Der Bahnhof der BLM liegt jedoch am nördlichen Ortsrand von Mürren, damit verbunden waren teils recht weite Wege vom Bahnhof zu den Hotels des Ortes. Johann Sterchi-Wettach, der Besitzer des „Grandhotel und Kurhaus“, liess daher 1893 für seine Gäste sowie zum Transport der mit der BLM angelieferten Güter von der Firma Oehler aus Wildegg eine 455 Meter lange Pferdebahn zwischen dem Bahnhof und seinem Hotel bauen. Die Inbetriebnahme wurde ihm jedoch zunächst untersagt, da er es versäumt hatte, eine Konzession beim Bundesrat zu beantragen. Nachdem er das nachgeholt hatte, wurde ihm diese am 13. April 1894 erteilt. Am 10. Juli 1894 nahm die Pferdebahn offiziell den Betrieb auf. Mit lediglich 500 Millimetern Spurweite wies das Mürrener Rösslitram die kleinste Spurweite aller für die Personenbeförderung in der Schweiz konzessionierten Bahnen auf.
Die Bahn wurde lediglich in der Sommersaison betrieben, täglich fuhren drei bis fünf Fahrtenpaare mit maximal 6 km/h zwischen dem Bahnhof und dem Hotel von Sterchi-Wettach. In der Saison fuhren im Schnitt etwa 1000 Fahrgäste mit der Bahn. Der Fahrpreis von 30 Rappen für die etwa sieben Minuten lange Fahrt entsprach damals etwa dem Stundenlohn eines Arbeiters. Daneben fand Gütertransport zur Versorgung statt. Der Erste Weltkrieg führte einem Einbruch der Besucherzahlen und das Rösslitram stellte den Betrieb ein. Nach Kriegsende normalisierten sich die Verhältnisse erst allmählich, ab 1923 verkehrte die Bahn wieder für Hotelgäste und im Güterverkehr. Die 1929 ausgebrochene Weltwirtschaftskrise hatte erneut einen erheblichen Einbruch der Touristenzahlen zur Folge. 1930 wurde daher der Personenverkehr eingestellt. Bis 1937 diente die Bahn noch dem Güterverkehr. Nach der Einstellung des Verkehrs blieben die Schienen zunächst in der Strasse liegen. 1945 schloss das inzwischen veraltete und sanierungsbedürftige „Grandhotel und Kurhaus“ seine Pforten, in diesem Jahr erlosch auch die Konzession der Pferdebahn. Die Hotelanlagen wurden in den 1950er Jahren abgerissen, die Schienen blieben dagegen noch bis etwa 1965 in den Mürrener Strassen liegen, als sie bei Strassenbauarbeiten entfernt wurden.

## Strecke
Die Strecke besass insgesamt drei Weichen, eine am Bahnhof Mürren und zwei am Kurhaus. Das Hauptgleis endete am Kurhaus vor dem Haupteingang, zwei Gütergleise führten zum Wirtschaftstrakt der umfangreichen Hotelanlage. Zudem zweigte kurz vor dem Hotel eine weitere Weiche in Richtung Dorfstrasse ab, die jedoch nie benutzt wurde. Sterchi-Wettach hatte auf Interesse weiterer Hoteliers gehofft, die ab dort weitere Mürrener Hotels anschliessen sollten, wozu es jedoch nie kam. Die Strecke verlief vom Bahnhof gesehen am rechten Fahrbahnrand. Zunächst war die Strecke eher wie eine Feldbahn ausgeführt worden. Nachdem die Strasse asphaltiert worden war, war die Trassierung einer Strassenbahn vergleichbar.

## Fahrzeuge

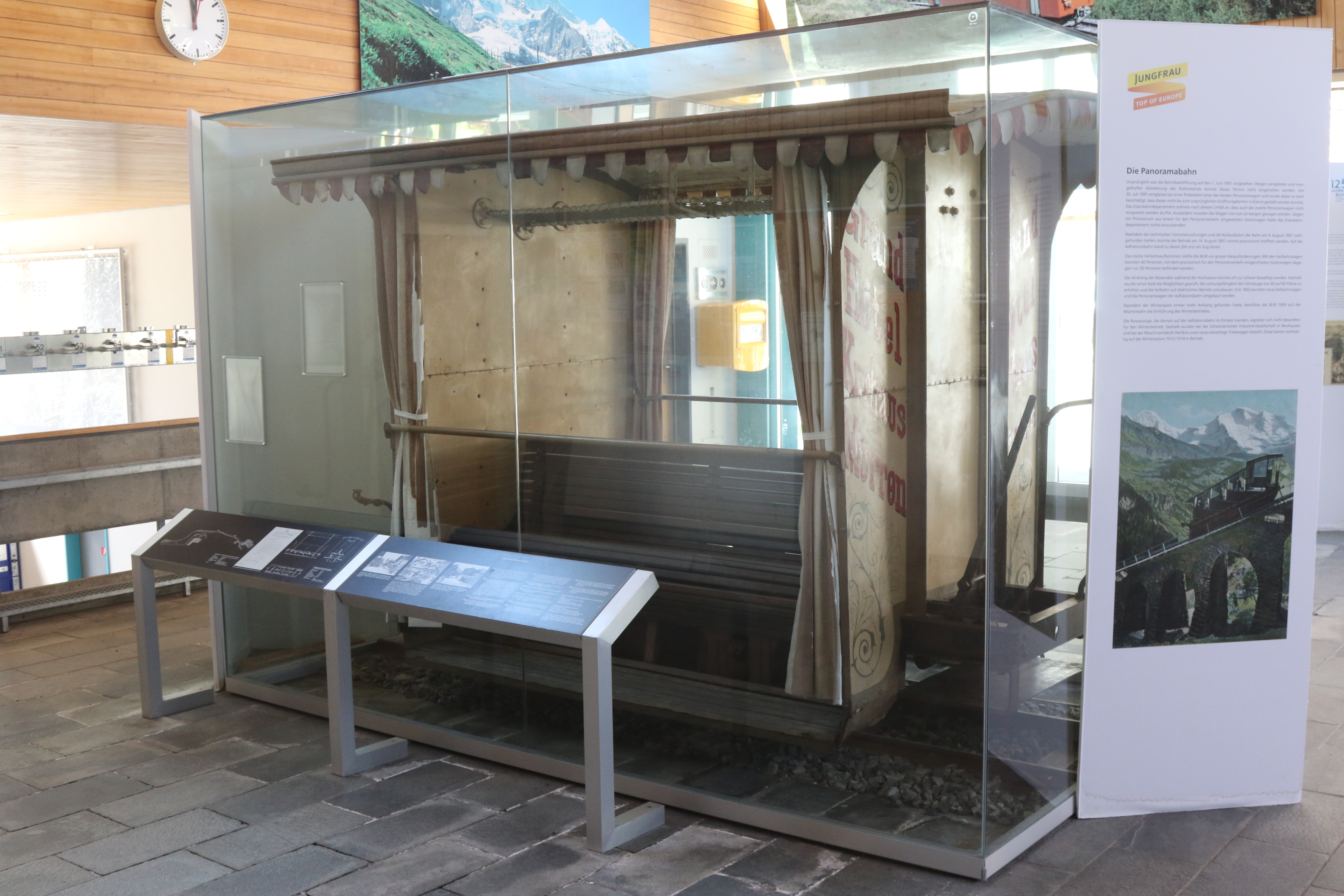
Der erhaltene Wagen der Mürrener Pferdebahn im Bahnhof der BLM in Mürren

Während seiner Existenz besass das Mürrener Rösslitram insgesamt drei Fahrzeuge. Für den Personenverkehr stand ein in Paris erbauter Pferdebahnwagen mit insgesamt acht Sitzplätzen auf zwei Rücken an Rücken platzierten Längsbänken zur Verfügung, der von einem Pferd gezogen wurde. Angesichts des Saisonbetriebs war der Wagen als Sommerwagen ausgeführt, als Witterungsschutz besass er ein Dach und beidseits Vorhänge. Der Güterverkehr mit zwei dafür von Oehler erbauten Güterloren wurde dagegen von den Hotelbediensteten durchgeführt, die diese wie einen Handwagen schoben. Der weitere Verbleib der Loren nach Einstellung des Betriebs ist nicht bekannt.
Nach Einstellung des Personenverkehrs kam der Personenwagen zu einem Bauern, wo er 1941 wiederentdeckt wurde. Zwischen 1962 und 1983 stand er im Verkehrshaus der Schweiz in Luzern. 1993 wurde er restauriert und steht seitdem auf einem erhalten gebliebenen Stück des Originalgleises im Bahnhofsgebäude von Mürren.